# Semper fidelis
Semper fidelis é uma frase latina que significa "sempre fiel" ou "sempre leal". É o lema do Corpo de Fuzileiros Navais dos Estados Unidos, geralmente abreviado para Semper Fi. Também é usado como lema para cidades, famílias, escolas e outras unidades militares.
Pensa-se que se originou da frase que os senadores da Roma antiga declamavam no final da sua intervenção.
O primeiro uso definitivamente registrado de semper fidelis é como o lema da cidade francesa de Abbeville desde 1369. Também foi usado por outras cidades e é registrado como o lema de várias famílias européias desde o século XVI e, possivelmente, desde o século XIII ou antes. Os registros mostram muitas famílias na Inglaterra, França e Irlanda usando esse lema.
O uso mais antigo registrado de semper fidelis por uma unidade militar é pelo Regimento de Infantaria do duque de Beaufort, criado no sudoeste da Inglaterra em 1685. Isso aparentemente está ligado ao seu uso como lema pela cidade de Exeter, o mais tardar em 1660. Posteriormente, uma variedade de organizações militares adotaram o lema.

## Cidades

### Abbeville (desde 1369)
A cidade de Abbeville na França é registrada por fontes do século 19 (como Chassant e Taussin, 1878) como usando o lema "Semper fidelis", e fontes recentes afirmam que a cidade recebeu esse lema por Charles V, por carta patente de 19 de junho de 1369, emitida em Vincennes. Isso o tornaria o primeiro usuário registrado do lema entre as cidades. No entanto, tanto Louandre (1834, p.169)  e o atual site oficial da cidade dão o lema simplesmente como "Fidelis", e Sanson (1646, p.15)  alegou que mesmo isso não fazia parte da concessão original de Charles, mas foi adicionado mais tarde, em algum momento dos séculos 14 a 17.

### Lviv

Brasão polonês de Lviv (Lwów), mostrando o lema, 1936-1939

Em 1658, o Papa Alexandre VII concedeu o lema heráldico "Leopolis semper fidelis" a Lviv (então parte do Reino da Polônia). Em 1936, o lema "Semper fidelis" foi aplicado novamente ao brasão da cidade (então parte da Segunda República Polonesa ).

## Unidades militares

### 11º Regimento de Infantaria, Exército dos Estados Unidos (desde 1861)
"Semper fidelis" também é o lema do 11º Regimento de Infantaria, fundado em maio de 1861 pelo presidente Abraham Lincoln. Serviu como parte do Exército de Ohio e mais tarde nas guerras indígenas, na Guerra Hispano-Americana, na Guerra da Fronteira Mexicana de 1916, na Primeira Guerra Mundial, na Segunda Guerra Mundial e na Guerra do Vietnã. Hoje, o regimento treina jovens oficiais do Exército em Fort Benning, na Geórgia.

### Corpo de Fuzileiros Navais dos Estados Unidos (desde 1883)

Emblema do Corpo de Fuzileiros Navais dos Estados Unidos

O Corpo de Fuzileiros Navais dos Estados Unidos adotou o lema "Semper Fidelis" em 1883, por iniciativa do Coronel Charles McCawley (29 de janeiro de 1827 - 13 de outubro de 1891), o 8º Comandante do Corpo de Fuzileiros Navais.